# Rivesaltes
Rivesaltes – miejscowość i gmina we Francji, w regionie Oksytania, w departamencie Pireneje Wschodnie. Przez miejscowość przepływa rzeka Agly.
Według danych na rok 1990 gminę zamieszkiwało 7110 osób, a gęstość zaludnienia wynosiła 247 osób/km² (wśród 1545 gmin Langwedocji-Roussillon Rivesaltes plasuje się na 35. miejscu pod względem liczby ludności, natomiast pod względem powierzchni na miejscu 210.).
Region posiada apelację o takiej samej nazwie. Produkuje się tu wina czerwone oraz białe słodkie Muscat de Rivesaltes.

## Zabytki
Zabytki na terenie gminy posiadające status monument historique:
- dom narodzin marszałka Joffre'a (Maison natale du maréchal Joffre)

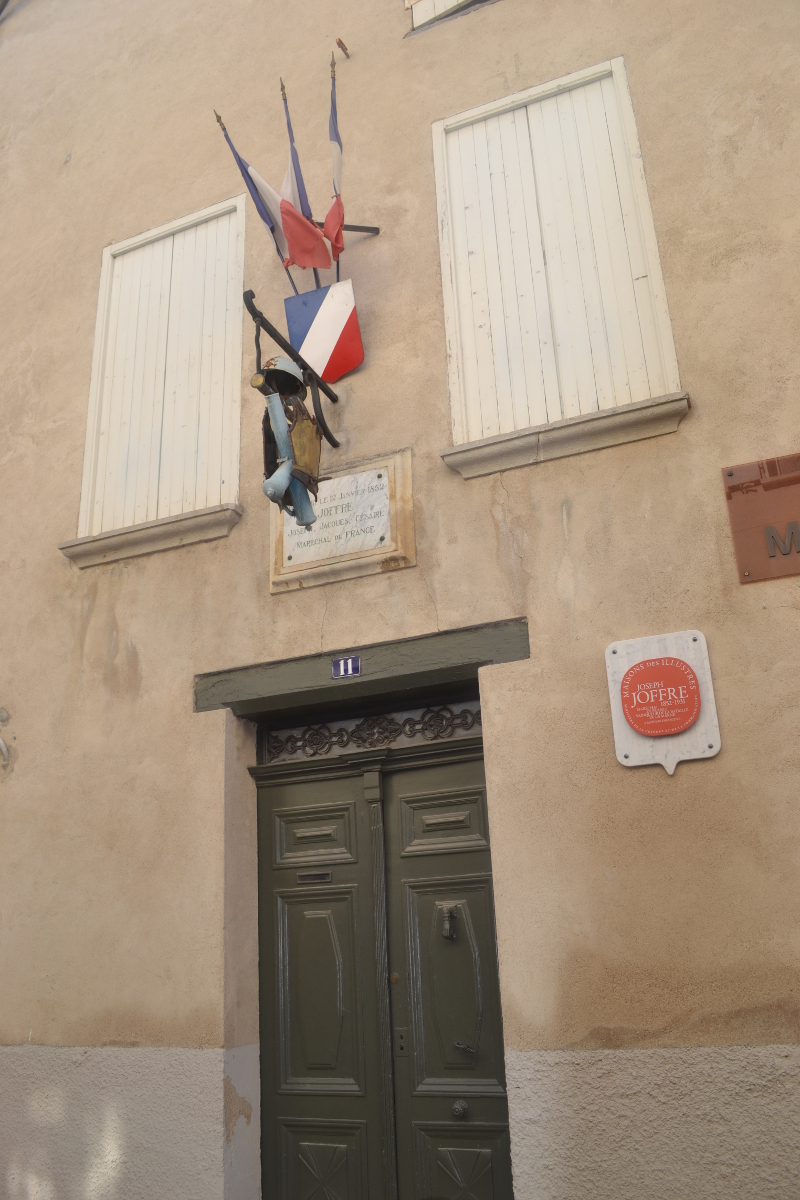
Dom narodzin marszałka Joffre'a (2015)

## Populacja

Populacja Rivesaltes w latach 1962–2008

## Miasta partnerskie
- Clitheroe